# Felús

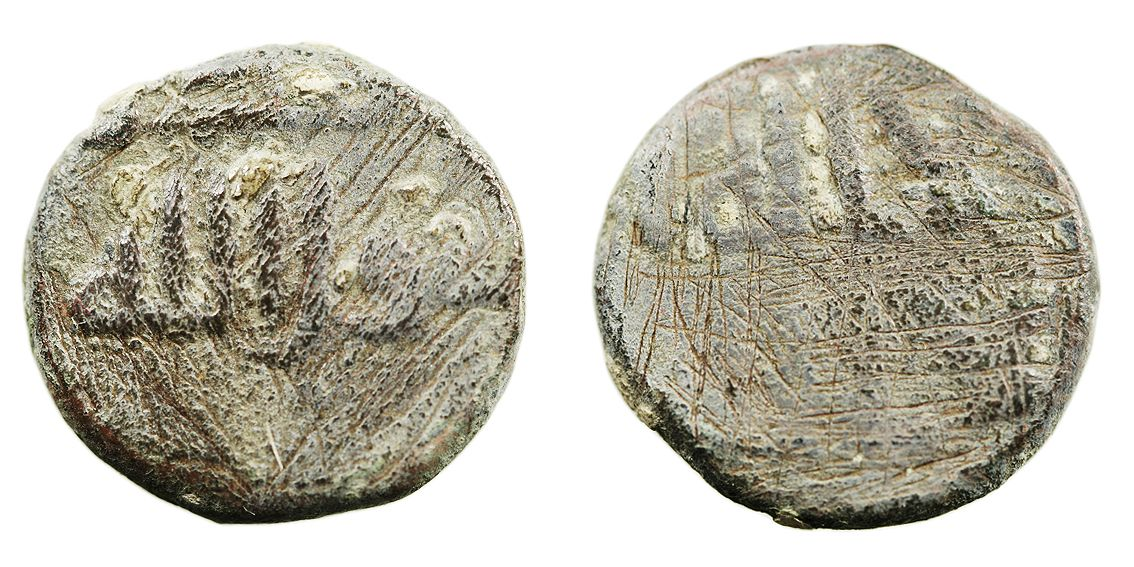
Felús de l'emirat de Còrdova.

El terme felús designa genèricament un tipus de monedes d'escàs valor que es van encunyar a partir del Califat Omeia a diversos territoris islàmics. Eren monedes de coure.

## Etimologia
El nom procedeix de l'àrab "fals" (فلس), pl. "fulus", i aquest terme al seu torn procedeix del fol·lis, moneda de coure romana. D'altra banda, el terme procedeix probablement del plural àrab; no obstant això, s'ha catalanitzat en forma singular, i la forma plural és felusos. Al Marroc, la paraula flus significa diners; especialment, fent referència a monedes de poc valor.